# كلوركس

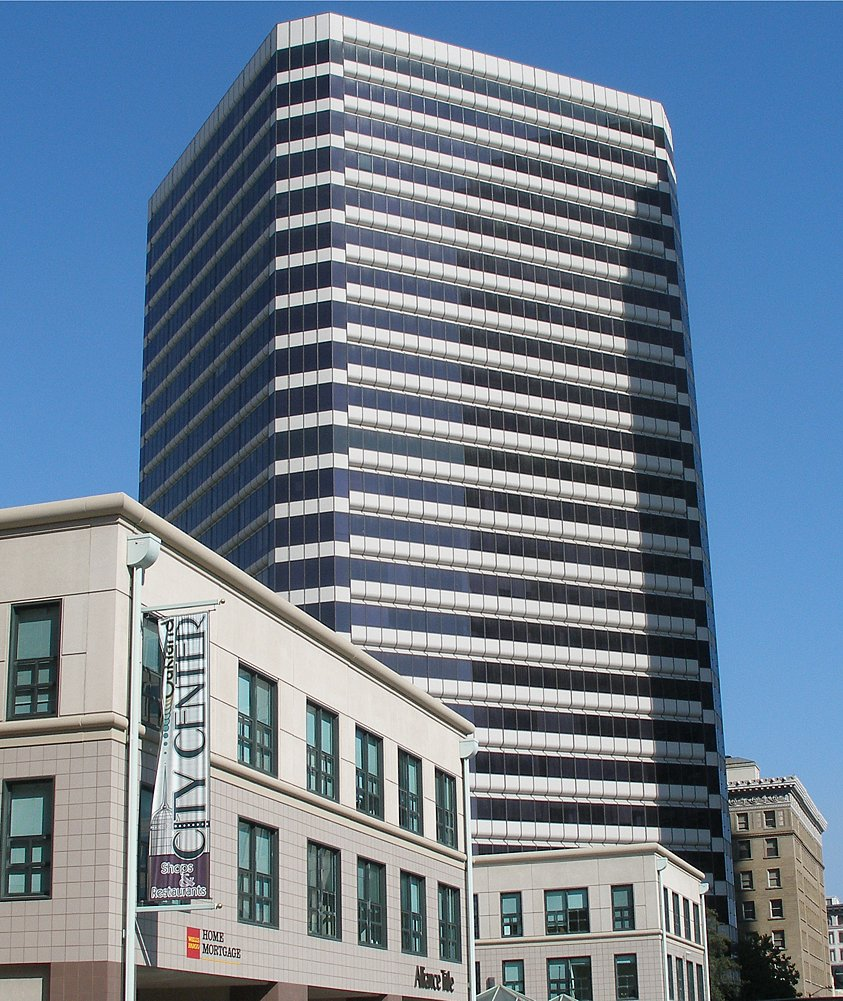
مقر شركة كلوركس ذو الشكل الماسي في أوكلاند

شركة كلوركس (بالإنجليزية: The Clorox Company)‏ هي شركة أمريكية مصنعة ومسوقة عالمية للمنتجات الاستهلاكية والاحترافية. اعتبارًا من عام 2020، كان لدى الشركة التي تتخذ من أوكلاند بولاية كاليفورنيا مقرًا لها ما يقرب من 8,800 موظف حول العالم. كما بلغ صافي المبيعات للسنة المالية 6.7 مليار دولار أمريكي.
الشركة معروفة بمنتج التبييض كلوركس. تمت صياغة اسم المنتج كحامل لمكونين رئيسيين، الكلور وهيدروكسيد الصوديوم. تميزت عبوة كلوركس الأصلية بشعار على شكل ألماس.

## العلامات التجارية
تُباع منتجات كلوركس بشكل أساسي من خلال التجار بالجملة ومنافذ البيع بالتجزئة وقنوات التجارة الإلكترونية والموزعين ومقدمي الإمدادات الطبية. تشمل العلامات التجارية للشركة منتجات التبييض والتنظيف التي تحمل الاسم نفسه، بالإضافة إلى Burt's Bees و Formula 409 و Glad و Hidden Valley و Kingsford و Kitchen Bouquet و KC Masterpiece و Liquid-Plumr و Brita (في الأمريكتين) ومنتجات تنظيفGreen Works Soy Vay ، RenewLife ، Rainbow Light ، Natural Vitality ، Neocell ، Tilex و SOS ومنتجات Ever Clean للحيوانات الأليفة.

## وصلات خارجية
- The Clorox Company
- Stop MRSA Now Coalition
- Clorox (consumer products portal)
- Clorox ProResults Composite Deck Cleaner Demo (Easy2 Demo)